# Barwik (Budy)
Barwik – część wsi Budy w Polsce, położona w województwie podlaskim, w powiecie monieckim, w gminie Trzcianne.
W latach 1975–1998 Barwik należał administracyjnie do województwa białostockiego.